# Ahti Karjalainen

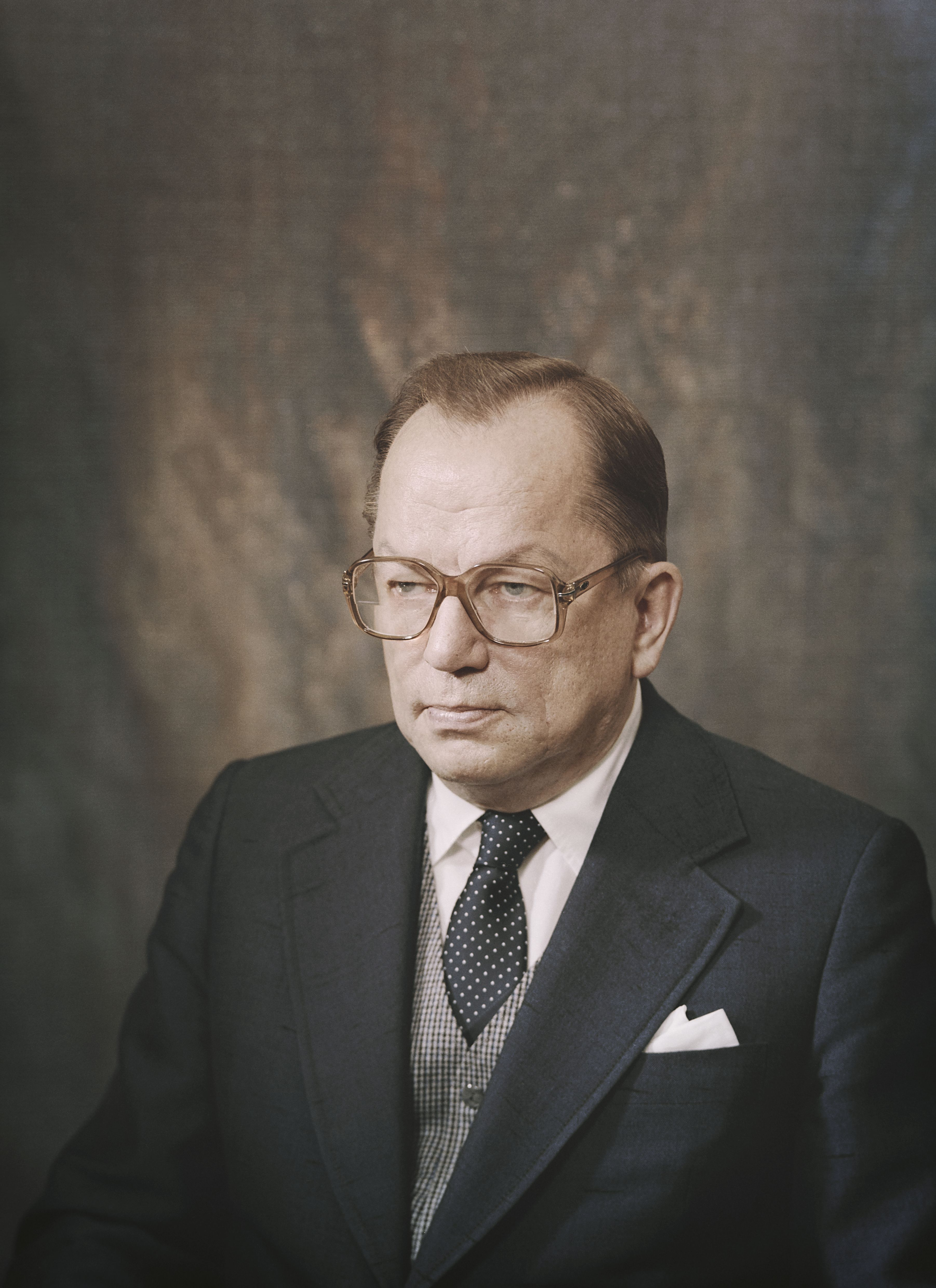
Ahti Karjalainen (1980)

Ahti Kalle Samuli Karjalainen [ˈɑhti ˈkɑlːɛ ˈsɑmuli ˈkɑrjɑlɑi̯nɛn] (* 10. Februar 1923 in Hirvensalmi als Sohn eines Landwirts; † 7. September 1990 in Helsinki) war ein finnischer Politiker, der dem Zentrum angehörte.
Der gelernte Jurist wurde von Urho Kekkonen 1950 als persönlicher Sekretär ins Regierungsgebäude geholt. Das blieb er bis Kekkonen sechs Jahre später Präsident wurde. Danach übernahm Karjalainen für zwei Jahrzehnte abwechselnd fast alle wichtigen Ministerämter in Finnland. 1962/1963 und 1970/1971 hatte er für kürzere Zeit das Amt des Ministerpräsidenten inne. 1961, 1964–1970 und 1972–1975 war Karjalainen Außenminister. Zwischen 1966 und 1979 war er für den Wahlkreis Mikkeli-Land Abgeordneter im finnischen Parlament. In seinen letzten Lebensjahren wurde sein Alkoholproblem offenkundig, obwohl finnische Zeitungen damals noch nicht darüber schrieben. Am 13. Mai 1983 wurde Ahti Karjalainen von Staatspräsident Mauno Koivisto seines Amtes als Gouverneur der finnischen Nationalbank, das er seit Februar 1982 innehatte, „im Interesse des allgemeinen Wohls“ enthoben. Wenige Tage zuvor war er aus der Zentrumspartei ausgetreten.